# 리버풀 사운드 시티

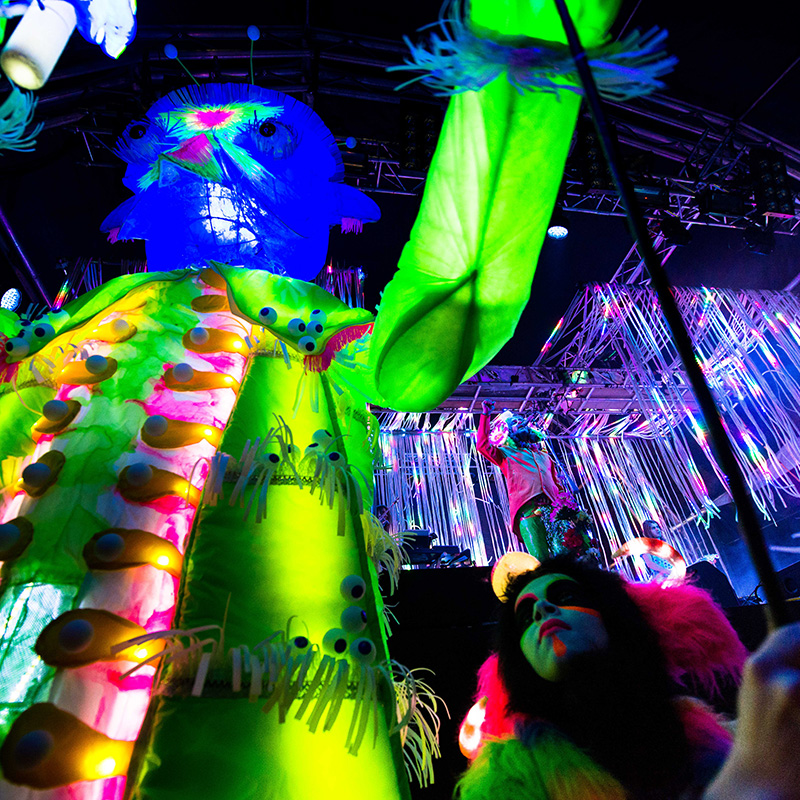
2015년 모습

리버풀 사운드 시티(Liverpool Sound City)는 잉글랜드 리버풀에서 한 해에 한 차례 열리는 음악제이자 산업 콘퍼런스이다. 2008년 설립된 사운드 시티는 리버풀 시티 센터 장소들에서 위치하였다.

## 과거의 라인업

### 2008
- 로라 말링
- 샌티골드

### 2009
- 화이트 라이즈
- 디 엑스엑스

### 2010
- 팔로마 페이스
- 더 폴 (밴드)

### 2011
- 더 뷰 (밴드)
- 프랭크 터너
- 쿡스
- 제이미 엑스엑스
- 에드 시런
- 마일즈 케인

### 2012
- Alt-J
- 프로페서 그린

### 2013
- 덱시스 미드나이트 러너스
- 알루나조지

### 2014
- 코다라인
- 앨버트 해먼드 주니어
- 존 홉킨스 (음악가)
- 로열 블러드
- 클린 밴딧
- 밀림
- 코트니 바넷
- 쿡스

### 2015
- 백신스
- 플레이밍 립스
- 벨 & 세바스찬
- 더 크립스
- 고스트 오브 어 세이버 투스 타이거
- 평화
- 스완스
- 로니 사이즈

### 2017
- 캣피시 앤 더 보틀맨
- 서커 웨이브스
- 피트 도허티
- 영 파더스